# 情報ワイド 早起きDon!Don!
『情報ワイド 早起きDon!Don!』（じょうほうワイド はやおきドン!ドン!）は、1999年4月6日から2001年3月30日まで、月曜日-金曜日の5:50-6:45→5:00-6:45に北海道テレビ放送（HTB）で放送されていた、生放送の朝の情報番組。HTBでは、夕方にも姉妹番組となる「情報ワイド 夕方Don!Don!」を放送していた。

## 概要
ニュース、スポーツ、天気を中心に放送する。2000年4月からは画面に常時道内30ポイントの天気や最新ニュースを表示するL字型画面を導入していた。『Don!Don!どうぶつえん』・『北海道地方紙ヘッドラインニュース』『212ホットライン』『札幌発・毎日が発見元気あと押し』『自分でできるツボ指圧』『きょうの運勢』『いおりの金曜シネマ館』などコーナーがあった。

## 出演者
2000年4月から番組終了まで
- 五十嵐いおり（HTBアナウンサー）
- 鈴木淳一（同上）

番組開始から2004年3月まで
- 吉田みどり（同上）[5]
- 金子のりとし（同上）[6]
- 石川たけお(気象予報士)

※3人は『発信!生スタ 早起きクマさん』より引き続き出演。
ゲスト
- 鈴井貴之・大泉洋 - 『水曜どうでしょう』「ゴールデンスペシャル サイコロ6」宣伝のためHTB本社（札幌市豊平区にあった当時の社屋）通用口から生中継で出演。(『どうでしょう』の「30時間テレビの裏側全部見せます!」内でも放送。)
- 北川久仁子